# Johnny Kilbane
John Patrick „Johnny” Kilbane (ur. 9 kwietnia 1889 w Cleveland, zm. 31 maja 1957 tamże) – amerykański bokser, zawodowy mistrz świata kategorii piórkowej.
Pochodził z rodziny imigrantów irlandzkich. Pierwszą walkę zawodową stoczył w 1907. Po wygraniu wielu walk i tylko jednej porażce zmierzył się 24 października 1910 w Kansas City z ówczesnym mistrzem świata wagi piórkowej Abe Attellem w walce o tytuł, ale przegrał po 10. rundach na punkty. W 1911 m.in. zremisował z Monte Attellem (bratem Abe'a) i stoczył walkę no decision z Jimmym Walshem.
22 lutego 1912 w Vernon ponownie spotkał się w pojedynku o tytuł mistrza świata z Abe Attellem i tym razem wygrał na punkty po 20. rundach. W obronie nowo zdobytego pasa zremisował z Jimmym Walshem 21 maja 1912 w Bostonie. W tym samym roku stoczył m.in. walkę no decision z Johnnym Dundee i pokonał przez techniczny nokaut w 9. rundzie Monte Attella.
W 1913 pokonał przez techniczny nokaut w 2. rundzie byłego mistrza olimpijskiego Olivera Kirka, a w walkach o tytuł zremisował 29 kwietnia w Vernon z Johnnym Dundee, pokonał przez TKO w 6. rundzie Jimmy'ego Foxa (10 czerwca w Oakland) i wygrał na punkty z Walshem 16 września w Bostonie. W 1914 i 1915 stoczył wyłącznie walki towarzyskie. W 1914 wygrał trzy walki i stoczył 12 no decision, a w 1915 wszystkie 15 walk było no decision, w tym z takimi bokserami, jak Rocky Kansas, Kid Williams  i Benny Leonard. Wśród 11 walka Kilbane'a w 1917 tylko jedna była w obronie tytułu. Znokautował w niej w 2. rundzie George'a „KO” Chaneya 4 września w Sandusky. W 1917 stoczył m.in. walki no decision w Rockym Kansasem i byłym mistrzem świata wagi lekkiej Freddiem Welshem, a w pojedynku z aktualnym mistrzem tej kategorii Bennym Leonardem 25 lipca 1917 w Filadelfii został znokautowany w 3. rundzie.
Po przystąpieniu Stanów Zjednoczonych do I wojny  światowej służył w armii jako instruktor boksu. W 1919 powrócił do uprawiania boksu. Stoczył w tym roku 10 walk, z których wygrał 3, a 7 było no decision. 17 września 1921 w Cleveland znokautował w obronie tytułu Danny'ego Frusha. Po blisko dwóch latach przerwy znowu stanął w ringu 2 czerwca 1923 w Nowym Jorku.  Jego przeciwnikiem był Francuz Eugène Criqui, który znokautował go w 6. rundzie i odebrał tytuł mistrza świata po 11 latach posiadania go przez Kilbane'a. Była to ostatnia walka bokserska Kilbane'a.
Później Kilbane prowadził salę treningową, a także zasiadał w senacie stanu Ohio. Następnie pracował jako urzędnik sądowy.
Stoczył w sumie 143 walki, z których wygrał 49, przegrał 5, zremisował 7, 78 było no decision, a 2 no contest. Został wybrany w 1995 do Międzynarodowej Bokserskiej Galerii Sławy.